# Oisseau
Oisseau település Franciaországban, Mayenne megyében. Lakosainak száma 1124 fő (2022. január 1.). Oisseau Le Pas, Ambrières-les-Vallées, Châtillon-sur-Colmont, La Haie-Traversaine, Parigné-sur-Braye, Saint-Georges-Buttavent és Saint-Mars-sur-Colmont községekkel határos.

## Népesség
A település népességének változása:
| Lakosok száma | 1254 | 1083 | 1110 | 1085 | 1184 | 1178 | 1184 | 1158 | 1151 | 1124 |
|               | 1968 | 1982 | 1990 | 2006 | 2013 | 2015 | 2017 | 2019 | 2020 | 2022 |